# ارویج‌کلا
ارویج‌کلا، روستایی است از توابع بخش مرکزی شهرستان نور در استان مازندران ایران.

## جمعیت
این روستا در دهستان ناتل‌کنار علیا قرار دارد و براساس سرشماری مرکز آمار ایران در سال ۱۳۸۵، جمعیت آن ۱۰۰ نفر (۲۱خانوار) بوده‌است. مردم این روستا به زبان مازندرانی صحبت میکنند.